# فيريرا إربوغنانو (بافيا)
فيريرا إربوغنانو (بالإيطالية: Ferrera Erbognone)‏ هي بلدة تقع في مقاطعة بافيا بإقليم لومبارديا في شمال إيطاليا. تبلغ مساحة هذه المدينة 19 (كم²)، وترتفع عن سطح البحر 89 م، بلغ عدد سكانها 1140 نسمة في عام 2010 حسب إحصاء المعهد الوطني للإحصاء.

## السكان
في سنة 1861 بلغ عدد السكان 1٬986 نسمة، وتطور العدد ليصل في سنة 2011 لـ 1٬121 نسمة.
يظهر هذا المخطط البياني تطور النمو السكاني لـ فيريرا إربوغنانو (بافيا)

## وصلات خارجية
- الموقع الرسمي